# Dyson Falzon
Dyson Falzon Bugeja (Buġibba, 9 marzo 1986) è un ex calciatore maltese, di ruolo centrocampista.

## Carriera

### Club
Ha giocato tutta la carriera nel campionato maltese, vincendolo per tre volte, sempre con il Valletta.

### Nazionale
Ha esordito con la nazionale maltese nel 2006.